# Sergio Reolon
Sergio Reolon (Caracas, 22 maggio 1951 – Belluno, 20 gennaio 2017) è stato un politico italiano, presidente della Provincia di Belluno dal 2004 al 2009.

## Biografia
Nel 1975 viene nominato funzionario della Federazione provinciale del PCI di Belluno e dal 1978 è eletto segretario provinciale. Nel 1980 viene eletto al Consiglio Provinciale bellunese, carica cui viene riconfermato nel 1985. In questo periodo è membro del Consiglio d'Amministrazione dell'Azienda regionale delle foreste del Veneto. Nel 1990 è nominato assessore provinciale all'organizzazione e al personale, alla caccia e pesca e alla tutela delle acque. Dopo lo scioglimento del PCI aderisce al neonato PDS. Nel 1995 rientra in Giunta come Vicepresidente con delega alla mobilità e ai trasporti. Nel 2003 si dimette da questa carica per divergenze con l'allora Presidente della Provincia Oscar De Bona.
È stato eletto Presidente della Provincia di Belluno nel turno elettorale del 2004 (ballottaggio del 26 e 27 giugno), raccogliendo il 56,2% dei voti in rappresentanza di una coalizione di centrosinistra.
È stato sostenuto, in Consiglio provinciale, da una maggioranza costituita da Margherita, DS, PRC, SDI, Comunisti Italiani e lista civica La Piave.
Nelle elezioni provinciali del 21 e 22 giugno 2009 è stato battuto al ballottaggio dal candidato della coalizione di centrodestra Gianpaolo Bottacin. Nelle elezioni regionali del Veneto nel marzo 2010 è stato eletto consigliere regionale per il Partito Democratico, rimanendo in carica fino al 2015.
È autore con Marcella Morandini di Alpi regione d'Europa - da area geografica a sistema politico, Marsilio, 2010 Archiviato il 22 luglio 2011 in Internet Archive..
Secondo alcuni giornali, nel giugno 2014 sarebbe rimasto coinvolto, insieme al deputato e collega di partito Davide Zoggia, al deputato veneziano Michele Mognato e al consigliere-tesoriere regionale del Pd Veneto Giampiero Marchese nello scandalo delle presunte tangenti e finanziamenti illeciti del Consorzio Venezia Nuova . 
Il coinvolgimento di Reolon non è mai stato dimostrato e non si è mai proseguito per via giudiziale.
Nell'ottobre 2016 pubblica il suo secondo libro, sempre in collaborazione con Marcella Morandini, intitolato "Kill Heidi" in cui tratta il tema della marginalità montana rispetto alla centralità delle grandi città di pianura.
Si spegne nella notte tra il 19 e il 20 gennaio 2017, all'età di 65 anni, dopo una lunga malattia.